# Присяжнюк Руслан Анатолійович
Русла́н Анато́лійович Присяжню́к (8 червня 1988, с. Буцні, Летичівський район, Хмельницька область, Українська РСР — 20 січня 2015, м. Донецьк, Україна) — український десантник, солдат Збройних сил України, учасник оборони Донецького аеропорту. Один із «кіборгів».

## Біографія
Народився 1988 року в селі Буцні на Хмельниччині. Після смерті батька мати самотужки виховувала трьох синів і дочку. З 1994 по 2005 рік навчався в Голенищівській загальноосвітній школі. Продовжив навчання у Хмельницькому професійному будівельному ліцеї № 7, який закінчив 2007 року з відзнакою. Того ж року був призваний на строкову військову службу, яку проходив у десантних військах, — в миколаївській 79-ій аеромобільній бригаді та львівському 80-му аеромобільному полку. Після демобілізації працював будівельником у Києві. Одружився, придбав будинок в селі Пашківка Макарівського району Київської області, де мешкав із сім'єю.
Під час російської збройної агресії проти України 23 серпня 2014 року Летичівсько-Старосинявським об'єднаним районним військовим комісаріатом був мобілізований до 95-ї окремої аеромобільної бригади, де почав формуватись окремий штурмовий батальйон «Житомир», який восени 2014 року був переведений до складу новоствореної 81-ї бригади.
Солдат, навідник (кулеметник) 90-го окремого десантного штурмового батальйону «Житомир» 81-ї окремої десантно-штурмової бригади.
З 15 листопада по 26 грудня 2014 року брав участь в антитерористичній операції у Донецькій області, дістав поранення руки та контузію, але у госпіталі в Бахмуті пробув лише добу, — повернувся до побратимів. Після короткочасної відпустки 6 січня 2015 року повернувся на фронт. 15 січня з міста Костянтинівка виїхав на ротацію в район Міжнародного аеропорту «Донецьк» та з групою десантників заїхав у новий термінал. 19 січня у телефонній розмові з дружиною повідомив, що поранений. В останнє зв'язувався з рідними 20 січня о 12:30.
20 січня 2015 року загинув під завалами в новому терміналі Донецького аеропорту внаслідок підриву російсько-терористичними угрупованнями другого поверху і руйнування споруди терміналу. Майже місяць перебував у списку зниклих безвісти. 18 лютого матері повідомили, що знайшли тіло серед загиблих, яких вивезли з моргу Донецька.
26 лютого 2015 року похований на кладовищі села Пашківка Макарівського району.
Залишились мати Поліна Стапанівна Савчук, сестра, двоє братів, — на Хмельниччині, дружина Анастасія та 4-річний син Кирило, — на Київщині.

## Нагороди та відзнаки
- Указом Президента України № 270/2015 від 15 травня 2015 року, «за особисту мужність і високий професіоналізм, виявлені у захисті державного суверенітету та територіальної цілісності України, вірність військовій присязі», нагороджений орденом «За мужність» III ступеня (посмертно)[5].
- Нагороджений нагрудним знаком «За оборону Донецького аеропорту» (посмертно).
- Нагороджений медаллю УПЦ КП «За жертовність і любов до України» (посмертно).

## Вшанування пам'яті
- 15 грудня 2015 року присвоєне звання Почесного громадянина Летичева (посмертно).
- 20 січня 2016 року в селі Голенищеве Летичівського району, на фасаді будівлі Голенищівської ЗОШ І-ІІІ ступеня імені А. Д. Локазюка, відкрили меморіальну дошку на честь полеглого на війні випускника школи[6].
- 20 червня 2017 року в м. Хмельницький у навчальному закладі «Хмельницький центр профтехосвіти сфери послуг», до складу якого увійшов ліцей, де навчався Руслан Присяжнюк, йому відкрили меморіальну дошку[7].
- У Пашківці громада села облаштувала Парк слави на честь загиблих в АТО героїв-земляків Руслана Присяжнюка та Віталія Костенка[8][9].
- Вшановується в меморіальному комплексі «Зала пам'яті», в щоденному ранковому церемоніалі 20 січня[10][11].